# Snow (músico)
Darrin Kenneth  O'Brien, más conocido por su nombre artístico Snow (North York, Toronto, Ontario, 30 de octubre de 1969) es un músico canadiense de rap y Reggae. Debutó en 1993 con el álbum 12 Inches of Snow. El álbum fue producido enteramente por MC Shan, excepto una canción de la que se encargó John Ficarrotta. El álbum fue producido poco antes de que Snow fuese encarcelado. Una vez en libertad, su primer sencillo "Informer", en el que colaboraba MC Shan, llegó a lo más alto en las listas de éxitos. Más tarde se convertiría en uno de los temas de reggae más vendidos de todos los tiempos, siendo número 1 en Estados Unidos y en varios países de Europa y uno de los 10 primeros en el Reino Unido.
En 2019, la canción Informer fue versionada por Daddy Yankee en conjunto con el mismo Snow, (“Con calma”).
Ficarrotta y Shan también trabajaron en el segundo disco de Snow, Murder Love, en el que también cooperaron Junior Reid, Hurby "LuvBug" Azor, entre otros.
Aunque sus siguientes álbumes no tuvieron gran repercusión, volvió a entrar en los tops de las listas canadienses en el año 2000 con "Everybody Wants to Be Like You", perteneciente al disco Mind on the Moon.
Snow es pariente de Steven Page, miembro de Barenaked Ladies.

## Discografía

### Álbumes
- 12 Inches of Snow (1993)
- Murder Love (1995)
- Justuss (1997)
- Cooler Conditions (1997)
- Mind on the Moon (2000)
- Two Hands Clapping (2002)

### Sencillos
- 1992: "Informer"
- 1992: "Lonely Monday Morning"
- 1993: "Girl I've Been Hurt"
- 1993: "Uhh in You"
- 1994: "Si Wi Dem Nuh Know We" (con Ninjaman & Junior Reid)
- 1995: "Sexy Girl"
- 1997: "Boom Boom Boogie"
- 1997: "Anything for You (All Star Cast Remix)" (con Nadine Sutherland)
- 1999: "Someday Somehow"
- 2000: "Everybody Wants to Be Like You"
- 2000: "Jimmy Hat"
- 2000: "The Plumb Song"
- 2001: "Joke Thing"
- 2001: "Nothin' on Me"
- 2002: "Legal"
- 2003: "That's My Life" (con Jelleestone)
- 2008: "Just 4 U" (con Kobra Khan)
- 2009: "Adore You"
- 2019: "Con calma" (con Daddy Yankee)